# Nanxiangdian
Nanxiangdian (kinesiska: 南向店, 南向店乡) är en socken i Kina. Den ligger i provinsen Henan, i den centrala delen av landet, omkring 340 kilometer söder om provinshuvudstaden Zhengzhou. Antalet invånare är 22 931. Befolkningen består av 11 043 kvinnor och 11 888 män. Barn under 15 år utgör 26,0 %, vuxna 15-64 år 59 %, och äldre över 65 år 13,0 %.
Genomsnittlig årsnederbörd är 1 378 millimeter. Den regnigaste månaden är juli, med i genomsnitt 253 mm nederbörd, och den torraste är december, med 18 mm nederbörd.